# Handball-Regionalliga West 2009/10
Die Saison 2009/2010 der Handball-Regionalliga West der Männer war die 41. und letzte Spielzeit in ihrer Geschichte. 16 Mannschaften spielten um die westdeutsche Meisterschaft. Diese Saison wurde ebenfalls als Qualifikation für die zur Saison 2010/2011 neugeschaffenen 3. Liga genutzt. Für diese qualifizierten sich alle Mannschaften auf den Plätzen 2 bis 10, die Plätze 11 bis 16 stiegen in die jeweiligen Oberligen (Mittelrhein, Niederrhein, Westfalen) ab.
Der TuS Niederwermelskirchen benannte sich aus marketingtechnischen Gründen in TuS Wermelskirchen 07 um. Die TG Hilgen 04 schloss sich mit der HSG Burscheid/Witzhelden zur HSG Bergische Panther zusammen.

## Tabelle

Landkarte Regionalliga West (rot)

| Pl. | Verein                        | Sp | S  | U | N  | Tore     | Diff. | Punkte |
| --- | ----------------------------- | -- | -- | - | -- | -------- | ----- | ------ |
| 1.  | OSC 04 Rheinhausen            | 30 | 22 | 2 | 6  | 951:874  | +77   | 46:14  |
| 2.  | VfL Eintracht Hagen           | 30 | 21 | 2 | 7  | 988:850  | +138  | 44:16  |
| 3.  | TuS Wermelskirchen            | 30 | 20 | 4 | 6  | 884:810  | +74   | 44:16  |
| 4.  | SG Schalksmühle-Halver (N)    | 30 | 18 | 1 | 11 | 952:918  | +34   | 37:23  |
| 5.  | TSG Altenhagen-Heepen (N)     | 30 | 18 | 1 | 11 | 921:890  | +31   | 37:23  |
| 6.  | LIT Nordhemmern/Mindenerwald  | 30 | 17 | 0 | 13 | 969:944  | +25   | 34:26  |
| 7.  | TuS Ferndorf                  | 30 | 15 | 3 | 12 | 1047:979 | +68   | 33:27  |
| 8.  | SC Bayer 05 Uerdingen         | 30 | 13 | 4 | 13 | 891:881  | +10   | 30:30  |
| 9.  | TuS Spenge                    | 30 | 14 | 1 | 15 | 879:853  | +26   | 29:31  |
| 10. | TSV GWD Minden 2              | 30 | 14 | 1 | 15 | 888:882  | +6    | 29:31  |
| 11. | HSG Handball Lemgo 2          | 30 | 13 | 2 | 15 | 879:899  | −20   | 28:32  |
| 12. | Soester TV                    | 30 | 12 | 3 | 15 | 981:967  | +14   | 27:33  |
| 13. | Ibbenbürener Spvg             | 30 | 10 | 2 | 18 | 964:1023 | −59   | 22:38  |
| 14. | HSG Rheinbach-Wormersdorf (N) | 30 | 6  | 4 | 20 | 764:842  | −78   | 16:44  |
| 15. | HSG Bergische Panther (N)     | 30 | 6  | 2 | 22 | 855:1043 | −188  | 14:46  |
| 16. | TSV Dormagen 2                | 30 | 4  | 2 | 24 | 905:1063 | −158  | 10:50  |

## Entscheidungen
|     | Westdeutscher Meister + Aufsteiger in die 2. Bundesliga |
|     | Qualifikation zur neuen 3. Liga                         |
|     | Abstieg in die Oberligen                                |
| (N) | Aufsteiger der letzten Saison                           |

Aufsteiger aus den Oberligen:
- TSG Altenhagen-Heepen
- SG Schalksmühle-Halver
- HSG Rheinbach-Wormersdorf
- TG Hilgen 04 (HSG Bergische Panther)

## Torschützenliste
|    | Spieler             | Verein                          | Tore | davon 7-Meter |
| -- | ------------------- | ------------------------------- | ---- | ------------- |
| 1  | Max Loer            | Soester TV                      | 257  | 104           |
| 2  | Julian Krieg        | SG Schalksmühle-Halver          | 240  | 85            |
| 3  | Christopher Kunisch | GWD Minden 2                    | 238  | 41            |
| 4  | Tobias Schwolow     | HSG Rheinbach-Wormersdorf       | 206  | 53            |
| 5  | Axel Schulte        | Ibbenbürener Spvg               | 201  | 1             |
| 6  | Dennis Mathews      | TuS Spenge                      | 197  | 85            |
| 7  | Gerrit Bartsch      | LIT HB Nordhemmern/Mindenerwald | 186  | 71            |
| 8  | Arjan Haenen        | Handball Lemgo 2                | 184  | 59            |
| 9  | Jens Wiese          | LIT HB Nordhemmern/Mindenerwald | 183  | 7             |
| 10 | Bastian Schlierkamp | SC Bayer 05 Uerdingen           | 176  | 61            |

## All-Star-Teams
Team West
| Position         | Name                | Verein                    |
| ---------------- | ------------------- | ------------------------- |
| Tor:             | Björn Minzlaff      | VfL Eintracht Hagen       |
|                  | Sven Bartmann       | SC Bayer 05 Uerdingen     |
| Linksaußen:      | Jan Wilhelm         | SG Schalksmühle-Halver    |
|                  | Stefan Bauerkamp    | TuS Wermelskirchen        |
| Rückraum links:  | Niklas Pieczkowski  | VfL Eintracht Hagen       |
|                  | Tobias Schwolow     | HSG Rheinbach-Wormersdorf |
| Rückraum Mitte:  | Christian Feldmann  | SG Schalksmühle-Halver    |
|                  | Bastian Schlierkamp | SC Bayer 05 Uerdingen     |
| Rückraum rechts: | Julian Krieg        | SG Schalksmühle-Halver    |
|                  | Mirko Bernau        | OSC 04 Rheinhausen        |
| Rechtsaußen:     | Marius Kraus        | VfL Eintracht Hagen       |
|                  | Robin Doetsch       | TSV Bayer Dormagen 2      |
| Kreis:           | Robert Heinrichs    | TuS Wermelskirchen        |
|                  | Daniel Buff         | SG Schalksmühle-Halver    |
| Trainer:         | Achim Schürmann     | OSC 04 Rheinhausen        |

Team Ost
| Position         | Name                | Verein                          |
| ---------------- | ------------------- | ------------------------------- |
| Tor:             | Pascal Welge        | TSG Altenhagen-Heepen           |
|                  | Kai Bierbaum        | LIT HB Nordhemmern/Mindenerwald |
| Linksaußen:      | Gerrit Bartsch      | LIT HB Nordhemmern/Mindenerwald |
|                  | Dennis Mathews      | TuS Spenge                      |
| Rückraum links:  | Max Loer            | Soester TV                      |
|                  | Henrik Ortmann      | TSG Altenhagen-Heepen           |
| Rückraum Mitte:  | Christaki Kolios    | TuS Spenge                      |
|                  | Christopher Kunisch | GWD Minden 2                    |
| Rückraum rechts: | Arjan Haenen        | Handball Lemgo 2                |
|                  | Carsten Kappelt     | TSG Altenhagen-Heepen           |
| Rechtsaußen:     | Dennis Aust         | TuS Ferndorf                    |
|                  | Karsten Gerling     | LIT HB Nordhemmern/Mindenerwald |
| Kreis:           | Alexander Tesch     | LIT HB Nordhemmern/Mindenerwald |
|                  | Christoph Mylius    | TuS Spenge                      |
| Trainer:         | Bert Fuchs          | LIT HB Nordhemmern/Mindenerwald |